# Ruqia Hassan
Ruqia Hassan Mohammed, née en 1985 à Raqqa et morte exécutée en septembre 2015 dans la même ville, est une journaliste citoyenne kurde syrienne.

## Biographie
Ruqia Hassan nait en 1985, dans une famille aisée et conservatrice de la communauté kurde de Raqqa. Elle a une sœur et cinq demi-frères. Elle étudie la philosophie à l'université d'Alep. En mars 2011, au début de la contestation populaire contre le régime autoritaire du président syrien, Bachar el-Assad, elle participe aux manifestations à Raqqa. Le soulèvement se transforme en guerre civile et, en 2013, l'armée arabe syrienne abandonne la ville qui connaît à ce moment-là, d'après la journaliste franco-syrienne Hala Kodmani qui se rend sur place cette année-là, un moment « soixante-huitard ». Ruqia Hassan participe alors au mouvement Haquna (« Notre droit », en arabe), qui refuse le régime Assad et s'oppose aux groupes islamistes présents dans la ville, tandis que des dizaines de publications libres paraissent et que de nombreux débats peuvent avoir lieu entre habitants, avec une place active des femmes.
Cependant, à partir de 2014, le groupe État islamique élimine peu à peu ses opposants jusqu'à prendre le contrôle de la ville et imposer son ordre totalitaire. Raqqa devient la capitale de l'organisation et ses opposants sont traqués. Ruqia décide de rendre compte sur le réseau social Facebook, sous le pseudonyme Nissan Ibrahim, de la vie quotidienne dans la ville sous ce régime. Elle décrit les privations imposées par le groupe terroriste, la peur quotidienne et les arrestations arbitraires, mais aussi les dégâts des bombardements de la coalition arabo-occidentale : « OK, on ne veut pas de Daech et on ne veut pas des bombardements de la coalition anti-Daech… Alors, qu’est-ce que nous voulons exactement ? ».

### Arrestation et mort
L'étau se resserre autour d'elle jusqu'à son arrestation pendant l'été 2015, à la fin de juillet ou en août. Son dernier message est : « Là, j’ai reçu des menaces de mort. Daech va sans doute m’arrêter et me décapiter. Mais je garderai ma dignité. Mieux vaut mourir que de vivre avec ces types dans l’humiliation ». Elle est exécutée pour « espionnage » à une date inconnue, probablement en septembre.
Après sa mort, des membres de l'État islamique continuent d'utiliser ses comptes sur les réseaux sociaux afin de piéger et localiser ses soutiens éventuels dans les territoires qu'ils contrôlent.
En février 2016, le journaliste français Alain Frachon déclare son souhait que sa mémoire soit honorée par une plaque commémorative lorsque Raqqa sera libérée.

## Citations
Les citations suivantes sont issues de son compte Facebook :
- « Chaque jour, interdit, interdit, interdit. Ils ne font qu’interdire. J’attends le jour où ils permettront quelque chose. »[1]
- « Aujourd’hui, la police a lancé une vague d’arrestations arbitraires. Mon Dieu, je t’en supplie, délivre-nous de ce cauchemar et élimine ces gens. »[1]
- « Aujourd’hui, une Tunisienne m’a interpellée à cause de ma tenue. Je l’ai ignorée, j’ai continué à marcher. J’aurais aimé avoir un pistolet et la tuer. Je voudrais en finir avec ces humiliations, avec ces types qui nous imposent leur pouvoir. Je n’en peux plus d’être une citoyenne de seconde classe. Dieu, aide-nous ! »[1]
- « Au marché, les gens s’écrasent les uns sur les autres, pas parce qu’ils sont trop nombreux, mais parce que leur regard s’est soudain porté vers le ciel et, inconsciemment, ils se sont mis à courir, courir. Drone dans le ciel maintenant, explosion plus tard. Que Dieu protège les civils et… nous débarrasse des autres. »[1]